# ۵۰۱ (میلادی)

## رویدادها
- شی هه دی (Qi He Di) به عنوان فرمانروای دودمان چینی شی جنوبی جانشین شی دونگ هون هو (Qi Dong Hun Hou) شد.
- موریئونگ (Muryeong) شاه دودمان کره‌ای بایکجه (Baekje) شد.